# Шук, Александер
Алекса́ндер Шук (нем. Alexander Schuck; 18 мая 1957, Лейпциг) — немецкий гребец-каноист, выступал за сборную ГДР на всём протяжении 1980-х годов. Чемпион мира, чемпион международного турнира «Дружба-84», победитель регат национального значения, участник летних Олимпийских игр в Сеуле.

## Биография
Александер Шук родился 18 мая 1957 года в Лейпциге. Активно заниматься греблей начал в раннем детстве, проходил подготовку в местной гребной секции, состоял в лейпцигском спортивном клубе DHfK.
Первого серьёзного успеха на взрослом международном уровне добился в 1983 году, когда впервые попал в основной состав национальной сборной ГДР и побывал на чемпионате мира в финском Тампере, откуда привёз награду серебряного достоинства, выигранную вместе с напарником Олафом Хойкродтом в зачёте двухместных каноэ на дистанции 1000 метров — в финальном заезде их обошла лишь румынская команда Ивана Пацайкина и Томы Симьонова.
Как член сборной в 1984 году Шук должен был участвовать в летних Олимпийских играх в Лос-Анджелесе, однако страны социалистического лагеря по политическим причинам бойкотировали эти соревнования, и вместо этого он выступил на альтернативном турнире «Дружба-84» в Восточном Берлине, где совместно с Хойкродтом завоевал серебряную медаль на пятистах метрах и золотую на тысяче. Год спустя с тем же Хойкродтом стартовал на чемпионате мира в бельгийском Мехелене и на сей раз стал чемпионом на дистанции 1000 метров.
Благодаря череде удачных выступлений в 1988 году Александер Шук удостоился права защищать честь страны на Олимпийских играх в Сеуле — в полукилометровой программе каноэ-двоек с новым напарником Томасом Цереске сумел пробиться в финальную стадию, однако в решающем заезде пришёл к финишу только пятым. Вскоре после Олимпиады принял решение завершить спортивную карьеру, уступив место в сборной молодым немецким гребцам.
Шук женат на известной пловчихе Зильке Хёрнер, приходится дядей двукратной олимпийской чемпионке по гребле на байдарках Анетт Шук.